# 共青站
共青站（羅馬化：Komsomolskaya），苏联於1970年代在南極洲的澳洲南極洲領地建立的電台發射站，於1990年代關閉。